# IC 4637
IC 4637 – mgławica planetarna znajdująca się w gwiazdozbiorze Skorpiona. Odkryła ją Williamina Fleming w 1901 roku. Mgławica ta jest oddalona o około 7,8 tysiąca lat świetlnych od Ziemi.